# Akokana FC
Az Akokana FC (teljes nevén Akokana FC d'Arlit) egy nigeri labdarúgócsapat. Székhelye Arlit, ami Niger északi részén található. A csapat jelenleg a nigeri másodosztályban játszik, miután a 2018-2019-es szezonban az utolsó helyen végeztek a tabellán az első osztályban. A meccseiket a Stade d'Arlit stadionban játsszák, amely 7000 ezer fő befogadására képes.

## Csapatról
Az Akokana FC-t Arlitban alapították. A klub fennállása során mindössze egy Nigeri Kupát nyert, bajnokságot még nem. Nemzetközi kupában egy alkalommal indulhattak, a 2002-es CAF-kupa-sorozatban, ahol az első fordulóban kiestek a csádi Gazelle FC ellen, 1-3-as összesítéssel.

## Kiemelt játékosok
- Yahoussa Ibrahim
- Marou Mallam
- Amadou Moutari

## Részvétel a CAF versenysorozatban
| Dátum | Torna    | forduló | klub       | hazai | vendég | összesített |
| ----- | -------- | ------- | ---------- | ----- | ------ | ----------- |
| 2002  | CAF-kupa | első    | Gazelle FC | 0-0   | 1-3    | 1-3         |